# 뤼겐섬
뤼겐섬(독일어: Rügen, 라틴어: Rugia)은 독일 북부 발트해에 있는 섬이다. 면적 926.4km2로 독일에서 가장 큰 섬이다. 슈트랄준트 바로 동쪽 해안의 좁은 슈트렐라준트 해협을 사이에 두고 본토와 마주한다. 가장 높은 곳은 171m로 약간의 구릉지가 있을 뿐 섬 전체가 평탄하다. 섬의 동쪽 연안은 단애가 발달하여 가파른 절벽이 있다. 해안선이 복잡하여 길이가 574 km에 달한다.
섬에는 선사시대때부터 사람이 거주하였으며, 유적도 많이 남아 있다. 그 후 스칸디나비아에 기원한 게르만 부족인 루기족(루기에리족)이 정착하였고, 이어 슬라브 부족인 라니족이 들어왔다. 이들은 12세기에 덴마크에 정복되었고 루기아 공국이 세워졌다. 1325년, 뤼겐섬은 포메른 공국으로 넘어갔고, 17세기에 스웨덴의 지배를 받다가 1815년 프로이센의 포메른주의 일부가 되었다. 본토와는 19세기 말 제방이 건설되어 철도로 연결되었고, 1930년대에 다리가 건설되어 도로로 연결되었고, 2007년 새로운 다리가 개통되었다.
행정적으로는 메클렌부르크포어포메른주에 속하며, 히덴제섬, 우만츠섬 등의 주변 섬을 포함한 뤼겐군을 형성한다. 뤼겐군의 군청은 베르겐아우프뤼겐에 있으며, 뤼겐군에는 베르겐아우프뤼겐을 포함하여 45개의 자치단체가 있다. 섬 내륙의 베르겐아우프뤼겐은 행정 중심지이며, 북부 해안의 자스니츠는 스웨덴 등 발트해 연안의 여러 나라의 항구와 통하는 국제 여객항이며, 중요한 어업 기지이다.

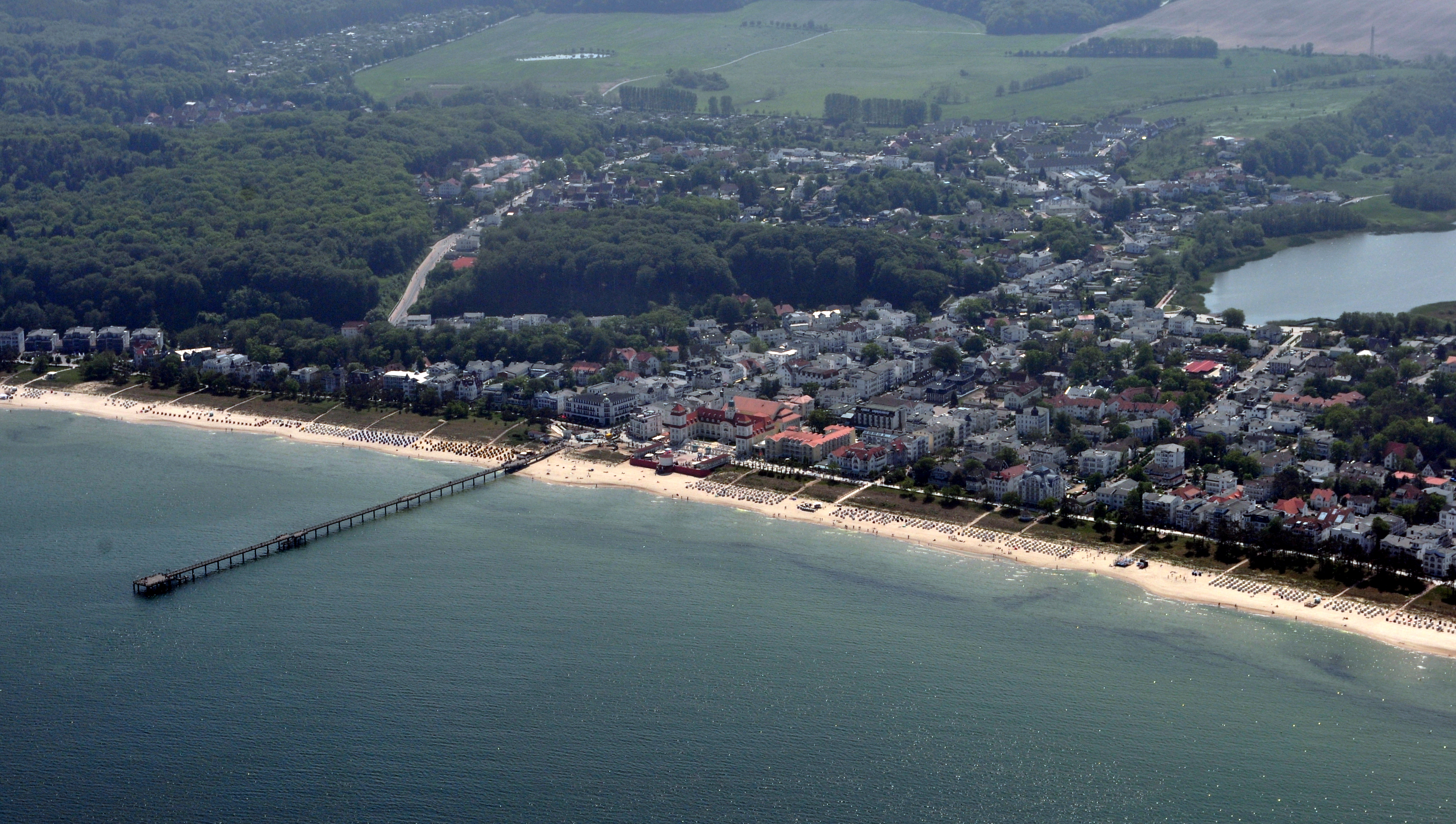
빈츠(Binz)
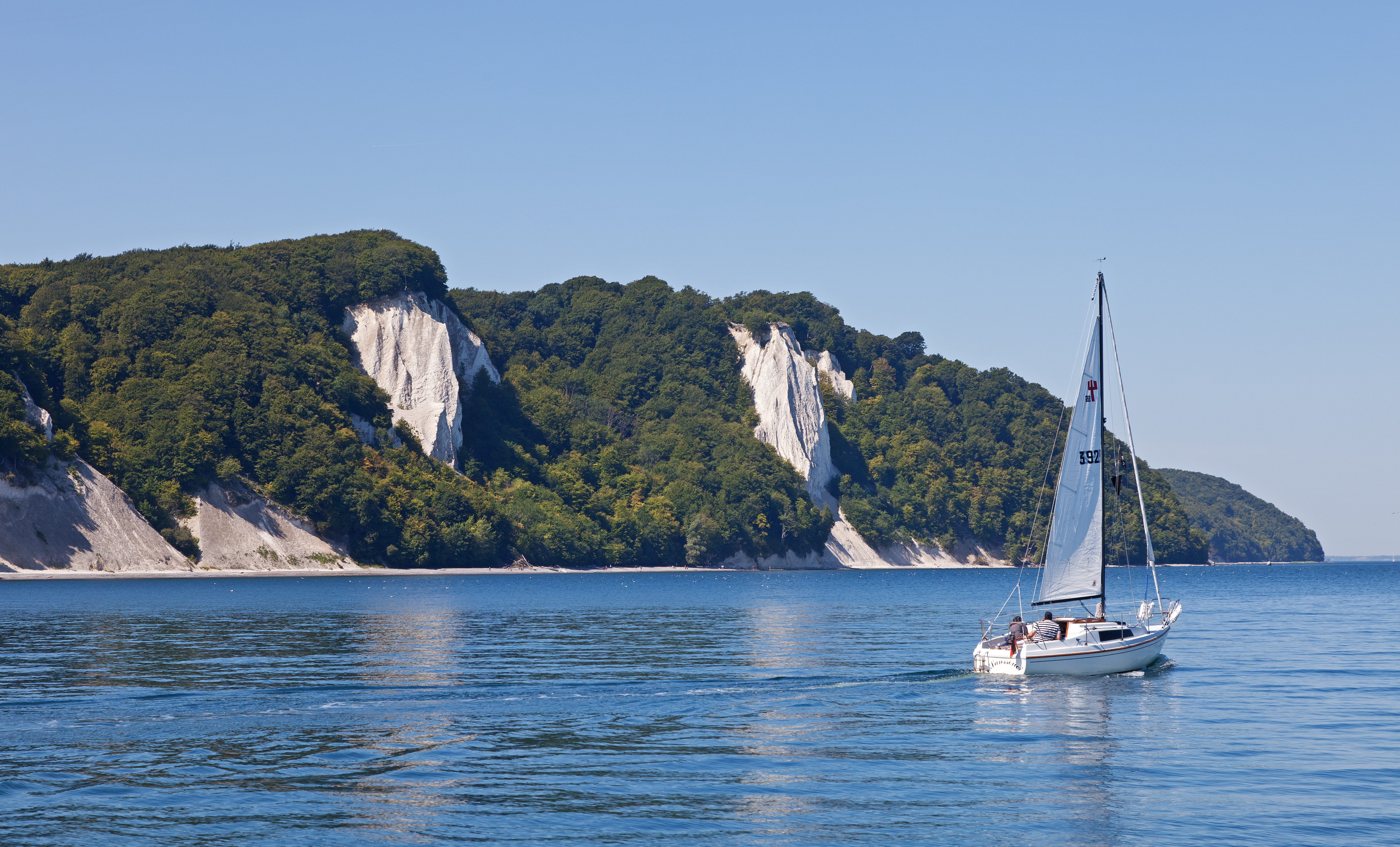
야스문트 국립공원(Nationalpark Jasmund)

## 같이 보기
- 올란드 제도
- 보른홀름섬
- 고틀란드섬
- 사레마섬
- 우제돔섬

## 참고
1. ↑  Jendricke, Bernhard; Gockel, Gabriele (2008). 《Rügen, Hiddensee》 (독일어) 3판. DuMont. 11쪽. ISBN 3770160584.